# Stock ittico
Uno stock ittico (o semplicemente stock) è una subpopolazione di una specie di organismo (pesce o invertebrato) soggetto a pesca commerciale. È l'unità di base della biologia della pesca.

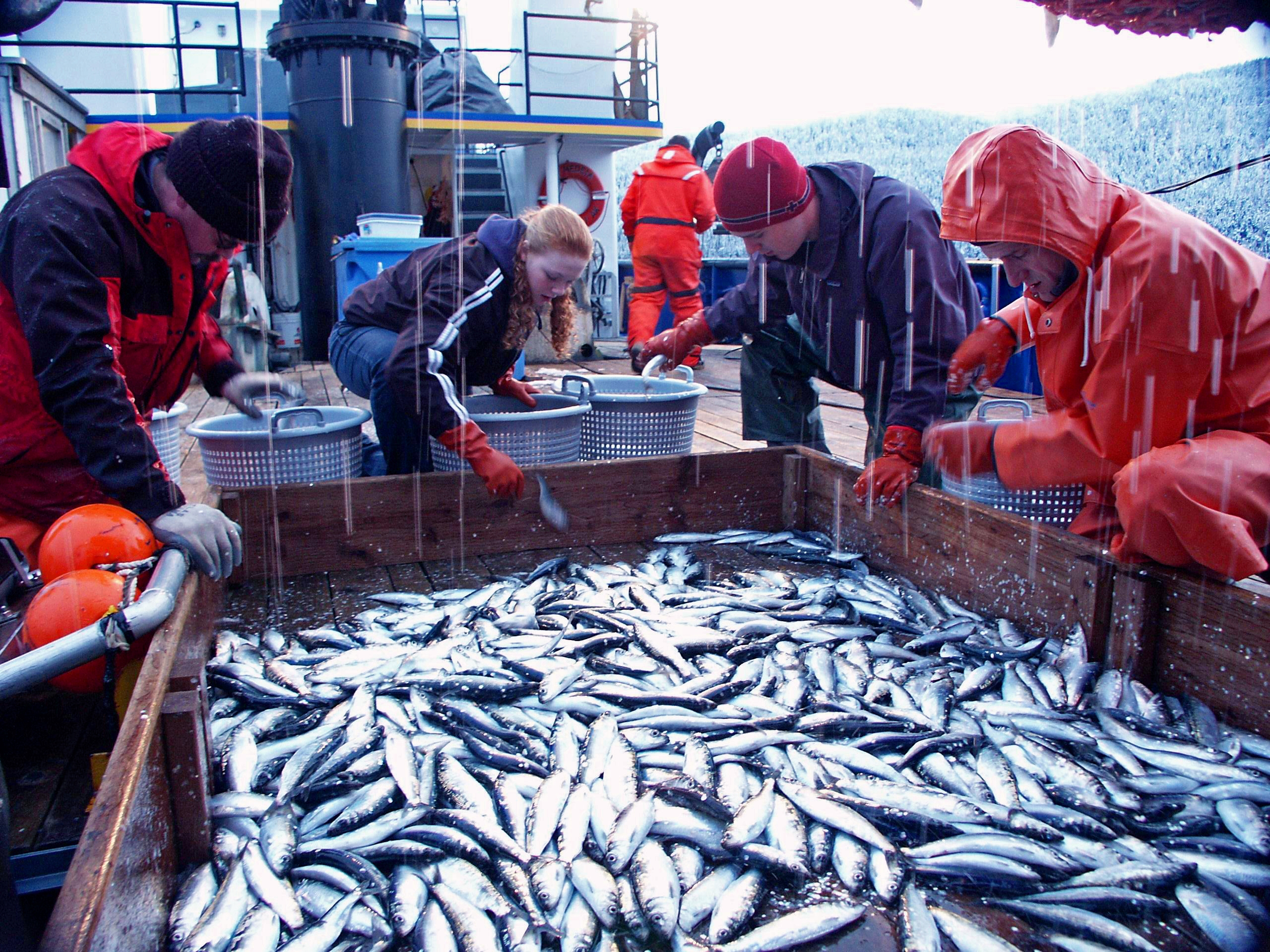
Pesca delle aringhe

Gli stock ittici marini sono attualmente globalmente in forte diminuzione.

## Definizioni
Il concetto di stock ittico non coincide con quello di popolazione, ne rappresenta la frazione sfruttabile dai comuni attrezzi da pesca. Dallo stock sono esclusi gli avannotti e i giovanili nella gran parte specie sfruttate commercialmente in cui le fasi precoci hanno uno stile di vita diverso da quello degli adulti. Gli individui di uno stock ittico possono appartenere tutti ad una stessa popolazione (stock unitario) o meno in caso che popolazioni riproduttivamente isolate si riuniscano solo nel periodo di sfruttamento. Uno stock può essere formato da una sola specie (stock monospecifico) o da più specie (stock multispecifico): il primo caso è più frequente nei mari freddi mentre il secondo è la regola nel mar Mediterraneo.
Nel caso di grandi specie pelagiche migratrici tutti gli individui di ampie estensioni oceaniche possono appartenere allo stesso stock, ad esempio tutti i tonni del Mediterraneo e dell'Oceano Atlantico orientale fanno parte della stessa popolazione e dunque dello stesso stock.

## Conservazione
La conoscenza dei limiti spaziali e numerici dei vari stock sfruttati da una o più marinerie è fondamentale per evitare il fenomeno della sovrapesca. 
Gli stock multispecifici, soprattutto quelli di specie pelagiche di piccole dimensioni, presentano seri problemi a causa del fenomeno del gregarismo per taglia a causa del quale giovanili di specie commerciali di grossa taglia (ad esempio il tonno rosso) si uniscono a banchi di specie di simili dimensioni come le sardine o le acciughe finendo per venire catturati nelle reti da circuizione.
Le Aree marine protette sono risultate fattori importanti per la rinnovazione e ripresa degli stock ittici anche nelle acque esterne.

## Parametri dello stock ittico
Uno stock la cui consistenza numerica sia all'incirca costante si trova in uno stato di equilibrio dinamico tra le forze di incremento e le forze di decremento.

### Forze di incremento
- Accrescimento (G) rappresenta l'incremento ponderale o di taglia degli individui senza comportare nessun aumento numerico della popolazione. L'accrescimento per unità di tempo e nelle varie fasi vitali ha valori molto diversi da specie a specie.
- Reclutamento (R) rappresenta l'incremento numerico dello stock prodotto quando entrano a far parte della frazione sfruttabile gli individui che sono diventati adulti (reclute)[2].

### Forze di decremento
- Mortalità naturale (M) rappresenta il numero di individui deceduti a causa della predazione, della scarsa disponibilità di risorse, di avverse condizioni climatiche e in genere per qualunque causa diversa dalla pesca.
- Mortalità da pesca (F) rappresenta il numero di individui deceduti a causa delle attività di pesca[2].